# Paul Broca
Pierre Paul Broca (Sainte-Foy-la-Grande, 28 de junho de 1824 — Paris, 9 de julho de 1880) foi um cientista, médico, anatomista e antropólogo francês. 
Formado em medicina aos 20 anos, logo se tornou professor de patologia cirúrgica da Universidade de Paris e um renomado pesquisador médico em diversas áreas. Ficou conhecido pela sua descoberta da área cerebral da linguagem (Área de Broca), cujo feito lhe rendeu uma posição como um dos 72 nomes homenageados na Torre Eiffel.
Morreu em 1880, aos 56 anos de idade, devido a complicações decorrentes de um aneurisma cerebral. 

## Biografia
Paul Broca foi um cirurgião e antropólogo francês que nasceu em Sant-Foy-la-Grande, em 1824. Entrou na escola de medicina aos 17 anos, formando-se aos 20, quando a maioria de seus contemporâneos ainda estava iniciando seus estudos em medicina. Estudou medicina na Universidade de Paris, onde logo se tornou professor de patologia cirúrgica e um médico pesquisador notável. Especializou-se em muitas áreas, como, por exemplo, em a anatomia e em histologia. Aos 24 anos já havia sido premiado com muitas medalhas e posições importantes. Realizou diversos trabalhos científicos sobre a histologia da cartilagem e dos ossos, a patologia do câncer, o tratamento dos aneurismas e a mortalidade infantil. Sendo um excelente neuroanatomista, Broca faz contribuições importante acerca do sistema límbico. Ele funda, em 1848, uma sociedade de livres-pensadores e se simpatiza pela teoria da seleção natural de Darwin. Escreve vários livros e artigos, sendo que, 53 destes, foram dedicados aos estudos sobre o cérebro. Ele também se dedicou à assistência médica aos pobres e foi uma célebre figura na Assistance Publique.
Broca também é um pioneiro em antropologia física. Ele fundou a Sociedade de Antropologia de Paris, em 1859, a Revue d'Anthropologie em 1872, e a Escola de Antropologia, em Paris, em 1876. Outra área em que Broca se dedicou foi a anatomia comparativa dos primatas. Ele descreveu pela primeira vez trepanações que remontam ao Neolítico. Era muito interessado nas relações entre a anatomia do crânio e do cérebro e as habilidades mentais e inteligência. Já no final de sua vida, Broca é eleito membro vitalício do Senado da França, sendo também um membro da Academia Francesa de Ciências. Ele recebeu graus honoríficos de muitas instituições do saber, na França e no exterior. Paul Pierre Broca morre em Paris, em 1880.
É um dos 72 nomes perpetuados na Torre Eiffel.

## Contribuições para a neurociência
Apesar de ter sido um renomado cientista e pesquisador, o que confere a Broca o lugar na história da medicina é a sua descoberta do "centro da linguagem" no cérebro, na região do lobo frontal. Broca foi influenciado pelos esforços de Franz Joseph Gall em mapear as funções superiores no encéfalo; contudo, em vez de correlacionar o comportamento com calombos no crânio, ele correlacionou evidências clínicas de afasia com lesões encefálicas descobertas em exames post-mortem. Em 1861, ele escreveu: "Eu acreditava que, se houvesse uma ciência frenológica, seria a frenologia das circunvoluções (no córtex), e não a frenologia dos calombos (na cabeça)". Com base nessa percepção, Broca fundou a neuropsicologia, uma ciência dos processos mentais que ele diferenciou da frenologia de Gall.

### Descoberta da área cerebral da linguagem e o caso do paciente "tan-tan"
Esta descoberta é fruto de seus estudos sobre os cérebros dos pacientes com afasia. 
Em 18 de abril de 1861, na abertura do 40º encontro da Sociedade de Antropologia de Paris, Broca apresentou o caso de um artesão francês chamado Louis Victor Leborgne, a quem se referia como "Monsieur Leborgne". Devido a um acidente vascular encefálico aos 30 anos de idade, Leborgne não podia falar, embora pudesse compreender a linguagem perfeitamente bem; não apresentava déficits motores da língua, da boca ou das pregas vocais que pudessem afetar sua capacidade de falar. Podia assobiar e cantar uma melodia sem dificuldades. No entanto, não conseguia falar de forma gramaticalmente correta ou criar sentenças completas e também não conseguia exprimir ideias escrevendo. Leborgne era completamente incapaz de formar outras palavras além da sílaba única "tan", que ele geralmente repetia duas vezes em rápida sucessão: “tan-tan” (pelo qual ficou conhecido).

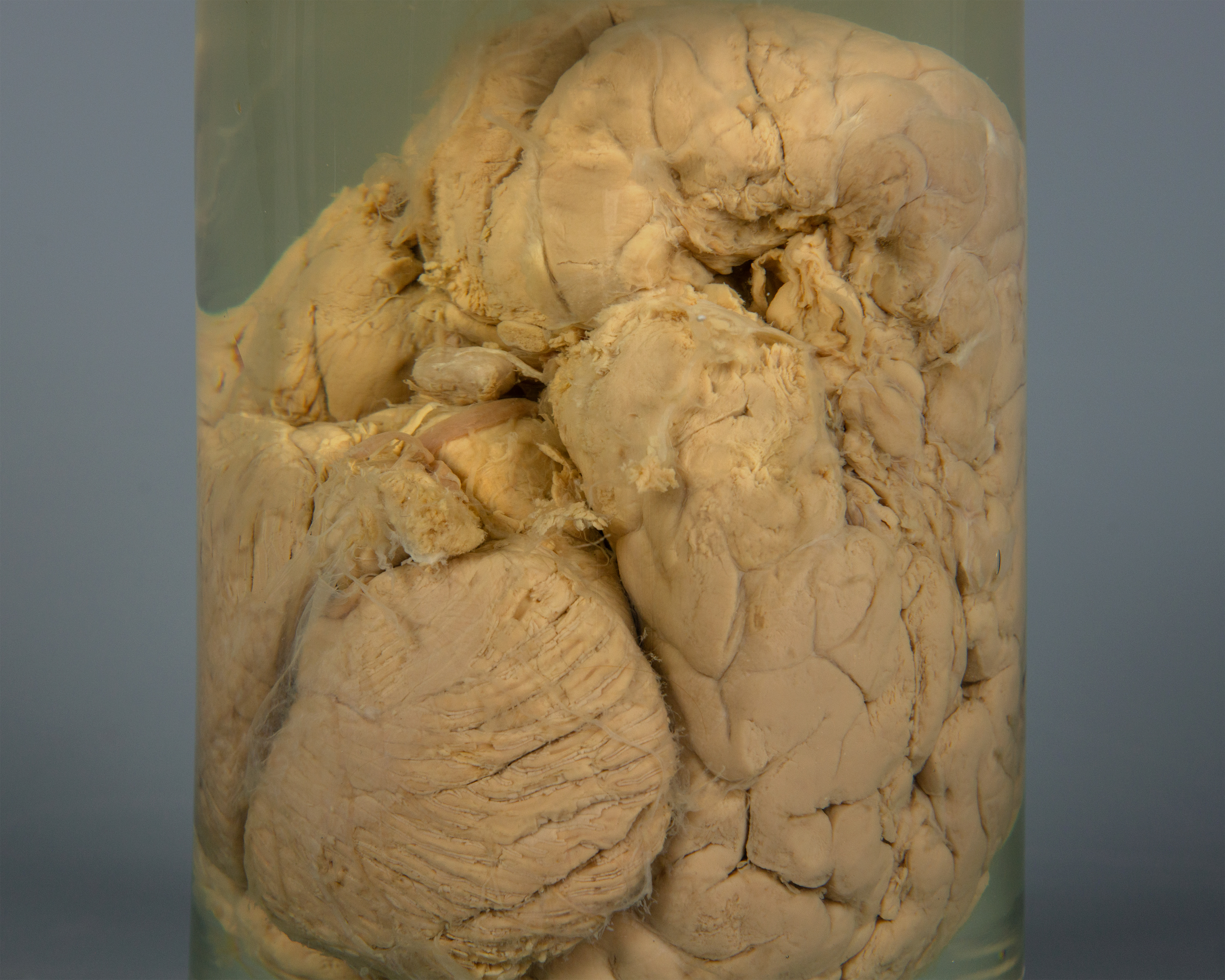
Cérebro de Louis Victor Leborgne conhecido como "tan-tan", datado de 1861. Museu Dupuytren de Anatomia Patológica de Paris.

Leborgne passou quase metade de sua vida em hospitais, sendo inicialmente admitido como paciente psiquiátrico, e conforme apresentou piora nas funções cognitivas, já no final de sua vida, foi transferido aos cuidados de Broca. Leborgne faleceu no dia 17 de abril de 1861, às 11 horas da manhã, em Paris. 
Em menos de 24 horas após sua morte, exames post-mortem de seu cérebro mostraram uma lesão na região posterior do lobo frontal esquerdo. Broca descreveu uma área amolecida na região peri-sylviana esquerda, do tamanho de um "ovo de galinha"; também notou uma cavidade cheia de líquido seroso na mesma região. Houve perda de volume afetando posteriormente os 2 giros frontais inferiores, partes do giro temporal superior, área peri-sylviana subcortical, ínsula e parte do núcleo estriado. Broca também pesou o cérebro e descobriu que era mais leve que o peso de um cérebro normal. Ele atribuiu isso à perda de volume no hemisfério cerebral esquerdo ao redor da fissura silviana. 
A partir dos achados da autópsia descritos por Broca, concluiu-se que Leborgne poderia ter sofrido um acidente vascular isquêmico, afetando a região peri-sylviana esquerda. Broca estudou oito pacientes semelhantes, e em todos os casos a lesão estava localizada na mesma região que acometeu Leborgne, no hemisfério cerebral esquerdo. Essa descoberta levou Broca, em 1864, a anunciar: "Nous parlons avec l'hémisphère gauche!" (Nós falamos com o hemisfério esquerdo!). Esta disfunção passou a ser chamada de Afasia de Broca, e a área lesionada como Área de Broca. Esta foi a primeira prova anatômica da localização de alguma função cerebral.
O trabalho de Broca estimulou uma busca por regiões corticais associadas a outros comportamentos específicos - uma busca logo recompensada. Em 1870, Gustav Fritsch e Eduard Hitzig causaram grande excitação na comunidade científica quando mostraram que movimentos característicos das patas de cães, como estender uma pata, podem ser produzidos pela estimulação elétrica de determinadas regiões do giro pré-central.
Atualmente, o cérebro de Leborgne está preservado no Museu Dupuytren de Anatomia Patológica de Paris.

## Morte
Broca morreu em 1880, aos 56 anos de idade, devido a um aneurisma cerebral. 
Seu corpo está enterrado no cemitério Montparnasse, em Paris.

## Publicações
1849. De propagação da inflamação - Quelques proposições dites sur les Tumeurs cancéreuses. Tese de doutorado
1856. Traité des anévrismes et leur traitement. Paris: Labé e Asselin
1861. sobre o princípio das localizações cérébrales. Touro. Société d'Anthropologie 2: 190-204
1861. Perte de la parole, ramollissement chronique et partielle destrual antérieur gauche du lóbulo. Boletim da Sociedade de Antropologia 2: 235-38
1861. Nouvelle d'observation aphémie produite par une moitié et troisième des postérieurs gauches circonvolution frente. Touro. Société Anatomique 36: 398-407
1863. Localizações das funções cérébrales. Siège du langage de articulé faculté. Touro. Société d'Anthropologie 4: 200-208
1866. Sul facultado geral do idioma, em suas relações com o idioma articulado ou facultado. Touro. Société d'Anthropologie deuxième série 1: 377-82
1871-1878. Memoires d'Anthropologie, 3 v. Paris: C. Reinwald